# Anaspis trifasciata
Anaspis trifasciata é uma espécie de insetos coleópteros polífagos pertencente à família Scraptiidae.
A autoridade científica da espécie é Chevrolat, tendo sido descrita no ano de 1860.
Trata-se de uma espécie presente no território português.